# Hecatesia exultans
Hecatesia exultans är en fjärilsart som beskrevs av Walker 1864. Hecatesia exultans ingår i släktet Hecatesia och familjen nattflyn. Inga underarter finns listade i Catalogue of Life.